# اللفحة النارية في الأشجار
اللفحة النارية، هو مرض فطري تسببه البكتيريا، يصيب بعض أشجار المجموعة الوردية، وخاصة التفاح واللوز والكرز والكمثرى، المرض ناجم عن فطر Erwinia amylovora، وهو معدٍ يؤثر على الأشجار ومصدر قلق خطير لمنتجي التفاح والكمثرى واللوزيات في العالم.

## الأعراض
تصاب الأزهار أولاً حيث تبدو البتلات مائية الملمس ثم تذبل وتتحول إلي اللون الأسود في النهاية، ويمكن أن يدمر بستانًا بأكمله في موسم نمو واحد.
اسوداد الأوراق والأفرع وفي الحالات الشديدة تصاب الأفرع وتتحول الي شكل الخطاطيف وقد يخرج من الأجزاء المصابة سائل لزج يحتوي علي ملايين الخلايا البكتيرية، وتظهر الأعراض في بداية موسم الصيف ويمكن للبكتيريا قضاء فترة الشتاء في الأنسجة المتقرحة وحتي بدء موسم الربيع.

## التاريخ
يُعتقد أن المرض موطنه الأصلي أمريكا الشمالية، ومن هناك انتشر إلى معظم أنحاء العالم.

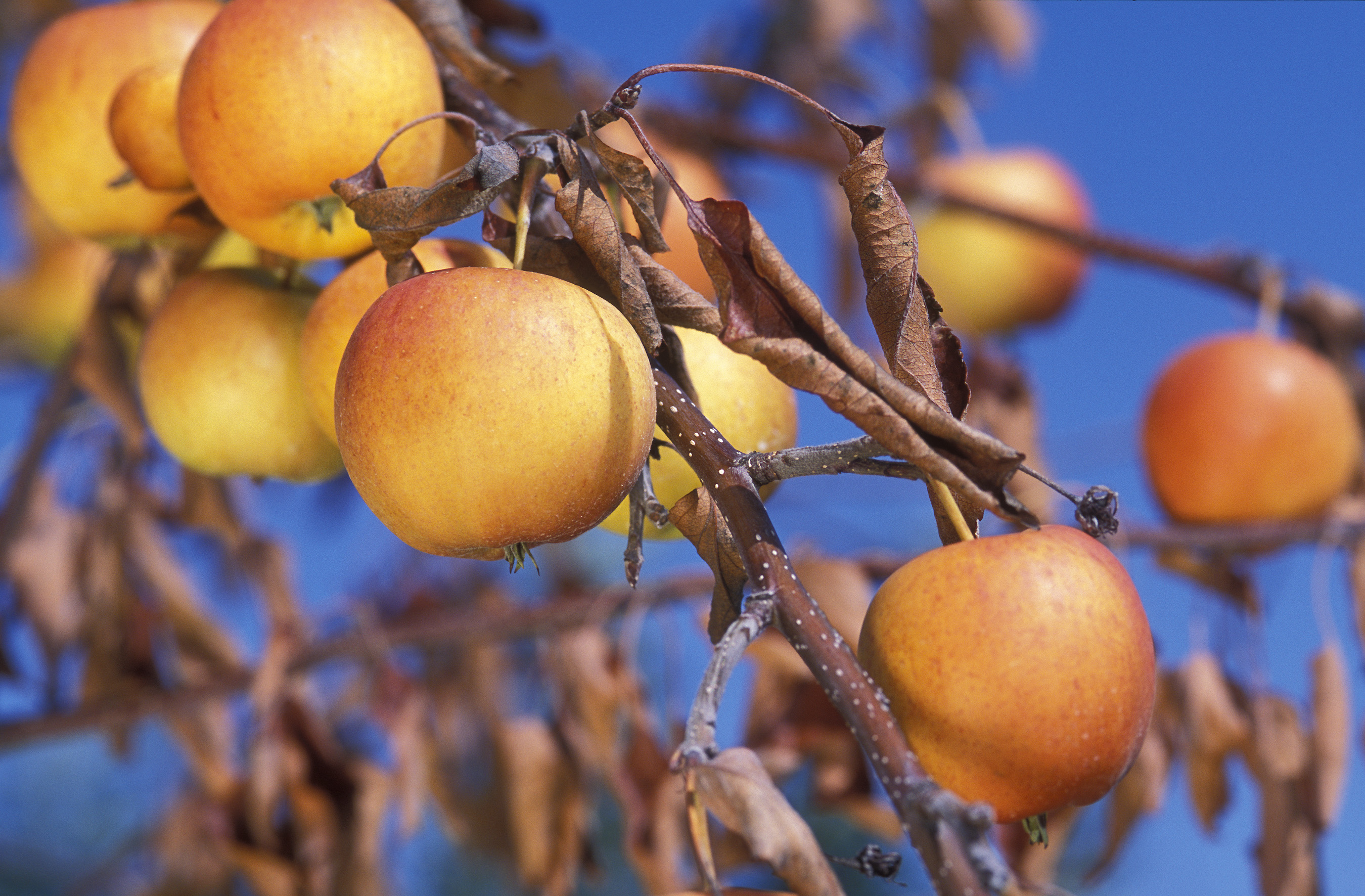
اللفحة النارية في أشجار التفاح

ويعتقد أن المرض قد انتقل لأول مرة إلى شمال أوروبا في خمسينيات القرن العشرين من خلال حاويات الفاكهة الملوثة بالرواسب البكتيرية المستوردة، خلال فترة الخمسينيات والستينيات من القرن العشرين.

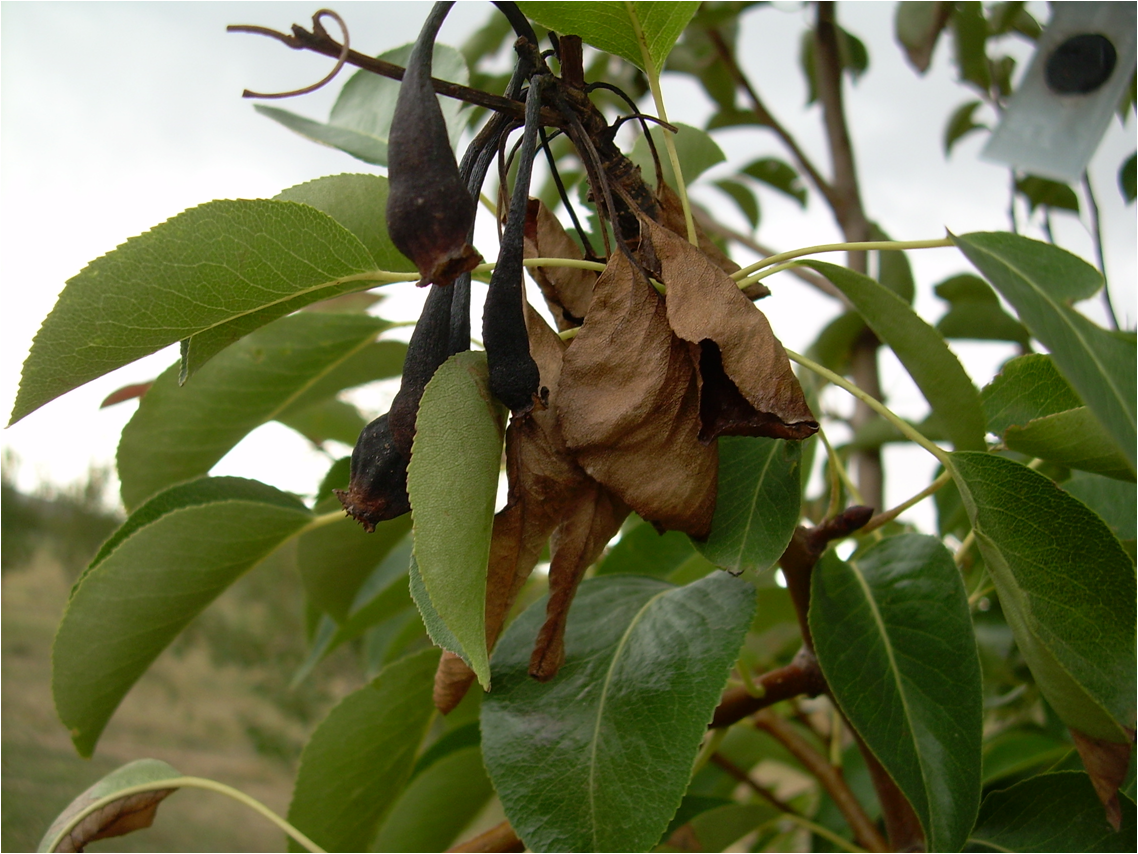
اللفحة النارية في أشجار الكمثرى

انتشرت بكتيريا E. amylovora في معظم أنحاء شمال أوروبا، في الثمانينيات، تم العثور على البكتيريا في مناطق معزولة في شرق البحر الأبيض المتوسط، ومن عام 1995 إلى عام 1996 بدأ الإبلاغ عن حالات اللفحة النارية في بلدان مثل المجر ورومانيا وشمال إيطاليا وشمال أسبانيا.